# Fingolimod
Fingolimod (DCI, nom comercial Gilenya, Novartis) és un fàrmac immunomodulador, aprovat per al tractament de l'esclerosi múltiple. Reduïx la taxa de recaigudes de l'esclerosi múltiple remitent-recurrent a més de la meitat. Fingolimod és un modulador del receptor d'esfingosina-1-fosfat, que segresta els limfòcits en els ganglis limfàtics, el que els impedeix contribuir a una reacció autoimmune.

## Estructura i mecanisme
Es deriva de la myriocin (ISP-1) metabòlit del fong Isaria sinclairii. És un anàleg estructural de l'esfingosina i és fosforilada per l'esfingosina quinases a la cèl·lula (el més important de l'esfingosina quinasa 2). La biologia molecular de phosphofingolimod es creu que està en la seva activitat en un dels cinc receptors d'esfingosina-1-fosfat, Sphingosine-1-phosphate receptor 1 (S1PR1).
Es podia segrestar els limfòcits en els ganglis limfàtics, impedint que es moguin en el sistema nerviós central a les respostes autoimmunes en l'esclerosi múltiple, i va ser proposat originalment com un medicament anti-rebuig indicat després del trasplantament. Es van informar per estimular el procés de reparació de les cèl·lules glials i cèl·lules precursores després de la lesió.

## Aprovacions i les indicacions

### Esclerosi múltiple
El 22 de setembre de 2010, fingolimod es va convertir en el primer fàrmac modificador de la malaltia oral aprovat per l'Administració d'Aliments i Medicaments (Food and Drug Administration) per reduir les recaigudes i retardar la progressió de la discapacitat en els pacients amb formes recurrents de l'esclerosi múltiple.
Novartis va anunciar el 10 de març, 2011 que havia rebut una notificació de compliment de Health Canada i que el medicament estaria disponible 1 d'abril de 2011 a les farmàcies. El 17 de març de 2011, l'Agència Europea de Medicaments va aprovar la droga per al seu ús a la Unió Europea.

## Història
Yoshitomi Pharmaceuticals va sintetitzar per primera vegada el 1992, fingolimod es deriva d'un producte natural immunosupressor. Myriocin va ser aïllat pel brou de cultiu d'un tipus de fongs entomopatògens (Isaria sinclairii) que era una panacea pels joves en la medicina tradicional xinesa.
Mostrant resultats positius tant en in vitro (reacció mixta de limfòcits) com en selecció in vivo (perllongar el temps de supervivència de l'empelt de pell), myriocin es va modificar a través d'una sèrie de passos per a produir fingolimod, el nom en codi en el moment FTY720.

## Assaigs clínics

### Trasplantament d'òrgans
En un assaig clínic de fase III anterior pel trasplantament de ronyó, fingolimod es va trobar que no era millor que la norma estàndard d'atenció.
El fingolimod es va estudiar en models humans in vitro i en trasplantament de ronyó en animals.

### Esclerosi múltiple
En dos assaigs clínics de fase III, fingolimod redueix la taxa de recaigudes en l'esclerosi múltiple remitent-recurrent a més de la meitat en comparació tant amb el placebo i al comparador d'interferó beta-1a activa.
Un assaig controlat aleatori doble cec comparant fingolimod al placebo van trobar que la droga va reduir la freqüència anual de recaigudes a 0,18 recaigudes a l'any a 0,5 mg/dia o 0,16 recaigudes a l'any en 1,25 mg/dia, en comparació amb 0,40 recaigudes a l'any per a aquells pacients que van prendre el placebo

## Efectes secundaris
Fingolimod s'ha associat amb infeccions potencialment fatals, bradicàrdia i, recentment, un cas d'hemorràgia encefalitis focal, una inflamació del cervell amb hemorràgia. Dos subjectes van morir: un a causa d'una infecció de l'herpes cerebral, i una segona per zòster. No és clar si la droga va ser el responsable dels fets.
Fingolimod també s'ha conegut per causar edema macular, el que ha provocat disminució de la visió.
Per acabar, el 29/08/2013 l'FDA americana va llençar una alerta pel cas d'un pacient europeu diagnosticat de possible esclerosi múltiple qui rere rebre tractament amb fingolimod va desenvolupar Leucoencefalopatia multifocal progressiva (una infecció greu causada pel virus JC, que ataca el recobriment nerviós de mielina, causant important discapacitat o la mort).
L'Agència Europea de Medicaments ha assessorat als metges per augmentar el seu nivell de seguiment dels pacients després de la primera dosi del medicament. Això inclou l'electrocardiograma (ECG) de vigilància abans del tractament i després de forma contínua durant les primeres sis hores després de la primera dosi, i el mesurament de la pressió arterial i la freqüència cardíaca cada hora.

## Síntesi química
Diversos estudis han descrit la síntesi de fingolimod i anàlegs.